# Brændbart affald
Brændbart affald, ofte kaldet forbrændingsegnet affald er den del af affaldsmængden, der kan forbrændes industrielt uden at afgive for mange giftige stoffer, og som ikke kan recirkuleres på anden vis.
Brændbart affald kan være urent pap og papir, der ikke er egnet til recirkulering, madrester der ikke hører under indsamlingsordning til dyrefoder eller biogas, blandingsprodukter af eksempelvis plast og karton (mælkekartoner m.v.) der ikke kan opdeles, visse typer plast, bleer , visse kategorier af sygehusaffald, syge planter (bl.a. elmesyge), urent træ og andet.
Eksempler på ting der ofte bortskaffes ved forbrænding, selvom andre metoder er bedre: Fortrolige papirer, rent pap og papir, metalgenstande, batterier, rent træ, isoleringsmaterialer, elektronikaffald og masser af ting som kan genbruges umiddelbart som de er.